# Natnael Berhane
Natnael Teweldemedhin Berhane (Asmara, 5 de enero de 1991) es un ciclista eritreo miembro del equipo Istanbul Büyükșehir Belediye Spor Türkiye.

## Biografía
Gran promesa del ciclismo africano que desde el año 2010 lleva obteniendo victorias profesionales en carreras del UCI Africa Tour siendo aún amateur, ganó en noviembre de 2011 dos medallas de oro en los Campeonatos Africano en Asmara y terminó 10.º del UCI Africa Tour 2010-2011 siendo el mejor corredor sub-23. Mejorando dicho puesto en el UCI Africa Tour 2011-2012 logrando la 6.ª posición.
En 2012, fue reclutado durante un mes por el equipo francés amateur del Vendée U como aprendiz. Fichó por el equipo Europcar para la temporada 2013 donde consiguió la primera victoria de un ciclista negro en una carrera de categoría .HC o superior en la historia del ciclismo al imponerse en la tercera etapa del Tour de Turquía 2013 con final en alto.

## Palmarés
2011 (como amateur)
- Campeonato Africano en Ruta
- 1 etapa de la Tropicale Amissa Bongo
- 1 etapa del Tour de Argelia

2012 (como amateur)
- Campeonato Africano en Ruta
- Tour de Argelia, más 1 etapa

2013
- Tour de Turquía, más 1 etapa

2014
- Tropicale Amissa Bongo[3]
- Campeonato de Eritrea Contrarreloj

2015
- 3.º en el Campeonato de Eritrea Contrarreloj
- Campeonato de Eritrea en Ruta

2017
- 2.º en el Campeonato de Eritrea Contrarreloj

2019
- Campeonato de Eritrea en Ruta

2023
- 1 etapa del Tour de Mauricio

2024
- Gran Premio Soğanlı

## Resultados en Grandes Vueltas y Campeonatos del Mundo
Durante su carrera deportiva ha conseguido los siguientes puestos en las Grandes Vueltas y en los Campeonatos del Mundo:
| Carrera         | Carrera         | 2013 | 2014  | 2015 | 2016  | 2017 | 2018 | 2019 | 2020 | 2021 | 2022 | 2023 | 2024 | 2025 |
| --------------- | --------------- | ---- | ----- | ---- | ----- | ---- | ---- | ---- | ---- | ---- | ---- | ---- | ---- | ---- |
|                 | Giro de Italia  | —    | —     | —    | —     | 59.º | 83.º | —    | —    | Ab.  | —    | —    | —    | —    |
|                 | Tour de Francia | —    | —     | —    | 125.º | —    | —    | 86.º | —    | —    | —    | —    | —    | —    |
|                 | Vuelta a España | —    | 148.º | 79.º | —     | —    | —    | —    | Ab.  | —    | —    | —    | —    | —    |
| Mundial en Ruta | Mundial en Ruta | —    | Ab.   | —    | 13.º  | 83.º | —    | Ab.  | —    | Ab.  | —    | Ab.  | —    | —    |

—: no participa

Ab.: abandono

## Equipos
- Team Europcar (2013-2014)
- MTN-Qhubeka/Dimension Data (2015-2018)
  - MTN-Qhubeka (2015)
  - Dimension Data (2016-2018)
- Cofidis (2019-2021)
  - Cofidis, Solutions Crédits (2019)
  - Cofidis (2020-2021)
- Al Shafar Jumeirah Cycling Team (2022)
- Belediye Spor (2023-)
  - Beykoz Belediyesi Spor Kulübü (2023)
  - Istanbul Büyükșehir Belediye Spor Türkiye (2024-)